# Beile Ratut
Beile Ratut (* 1972 in Finnland) ist eine finnische Schriftstellerin und Literaturübersetzerin, die in deutscher Sprache schreibt.

## Leben
Beile Ratut studierte Wirtschaftswissenschaften, Literatur und Skandinavistik in Finnland und Deutschland. Ihre literarischen Werke sind im Ruhland Verlag erschienen. Weitere essayistische Texte erscheinen im Feuilleton der Tagespost.
Ratuts Texte zeichnen sich durch eine bildreiche metaphorische Sprache mit symbolischer Motivik aus. Ihre Texte reflektieren männliche und weibliche Weltdeutung und die in Krise geratene Identität: Menschen, die ihr fragiles Selbst ergründen und stetig mit Verfall, Suche, Aufbruch, Rückzug und Flucht konfrontiert sind. Traumhafte Szenerien mischen sich mit düsteren Realitäten und schaffen einen Magischen Realismus, der mitunter von einer kafkaesken Atmosphäre geprägt ist. In Ratuts philosophischer Prosa finden sich Verweise auf Friedrich Nietzsche und die Bibel.

## Werke

### Übersetzungen aus dem Finnischen
- Tapio Puolimatka: Glaube, Wissenschaft und die Bibel, Essay. Ruhland Verlag, Bad Soden 2018, ISBN 978-3-88509-121-9

## Rezensionen
- ARD Mediathek, Interview mit Beile Ratut, 19. April 2018
- Deutschlandfunk, „Moral hat sich verselbstständigt“, 19. April 2018
- RTF.1 Mediathek, An die Grenzen der menschlichen Existenz – Beile Ratut stellt ihren Roman „Nachhall“ vor, 14. Mai 2016